# Gianluca Espinoza
Gianluca Jacinto Espinoza Ortíz (Quito, Pichincha, Ecuador; 15 de mayo de 1999) es un futbolista ecuatoriano que se desempeña como portero y su equipo actual es Emelec de la Serie A de Ecuador.

## Trayectoria
Gianluca Espinoza realizó la categorías formativas en El Nacional, y luego tuvo pasos por Aucas, Delfín, Puerto Quito, y Quiteños.
En 2019, fichó por Técnico Universitario en la Serie A de Ecuador, sin embargo nunca debutó con el equipo principal y pasó la mayor parte del tiempo en la categoría sub-20. 
En 2021, jugó para San Camilo y Deportivo Colón, ambos equipos de la Segunda Categoría. 
En 2022, fichó por el América de Quito en la Serie B de Ecuador, donde tuvo la oportunidad de debutar profesionalmente, disputando 3 partidos en esa temporada, y 6 partidos en la temporada 2023, que concluiría con el descenso del América a la Segunda Categoría. 
En 2024, se unió al Deportivo Quito para disputar el torneo de la Segunda Categoría. Tuvo una actuación destacada en la Noche Amarilla 2024 frente a Barcelona, que terminó con una victoria de su equipo por 2-1.
En febrero de 2024, luego de destacarse en la Noche Amarilla y de superar las pruebas de entrenamiento con Emelec, fue contratado por el club, firmando un contrato hasta diciembre.

## Clubes
| Club                  | País    | Año           |
| --------------------- | ------- | ------------- |
| Aucas                 | Ecuador | 2016          |
| Delfín                | Ecuador | 2017          |
| Puerto Quito          | Ecuador | 2018          |
| Quiteños FC           | Ecuador | 2019          |
| Técnico Universitario | Ecuador | 2019          |
| San Camilo            | Ecuador | 2021          |
| Deportivo Colón       | Ecuador | 2021          |
| Técnico Universitario | Ecuador | 2021          |
| América de Quito      | Ecuador | 2022-2023     |
| Patrón Mejía          | Ecuador | 2023          |
| Deportivo Quito       | Ecuador | 2024          |
| Emelec                | Ecuador | 2024-presente |

## Vida personal
Es hijo del exfutbolista Jacinto Espinoza.